# 월부 남비서
"월부 남비서"는 한국에서 제작된 심우섭 감독의 1969년 영화이다. 구봉서 등이 주연으로 출연하였고 신태일 등이 제작에 참여하였다.

## 출연

### 주연
- 구봉서
- 김지수
- 허장강

## 기타
- 조명: 마용천
- 미술: 정우택